# Свупс, Шерил
Шерил Дениз Свупс (англ. Sheryl Denise Swoopes; родилась 25 марта 1971 года в Браунфилде, штат Техас, США) — американская профессиональная баскетболистка, выступавшая в женской национальной баскетбольной ассоциации. Трёхкратная олимпийская чемпионка в составе сборной США (1996, 2000 и 2004). Четырёхкратная чемпионка ВНБА в составе команды «Хьюстон Кометс». В 1993 году стала чемпионкой Национальной ассоциации студенческого спорта (NCAA) в составе «Техас Тек Леди Райдерс», плюс была признана самым выдающимся игроком этого баскетбольного турнира. Член Зала славы баскетбола с 2016 года.

## Ранний успех
Шерил Свупс родилась в городе Браунфилд, Техас. Её мать, Луиза Свупс вырастила её и двух братьев без мужа. Шерил рано начала играть в баскетбол вместе со своими старшими братьями. В соревнованиях местной лиги для детей она стала участвовать с семи лет.

## Профессиональная карьера
Шерил Свупс на протяжении 11 сезонов была лучшим игроком команды «Хьюстон Кометс», четыре раза становилась чемпионкой женской НБА. Вместе с Лизой Лесли и Лорен Джексон является одной из трёх баскетболисток, трижды признававшихся самым ценным игроком ассоциации.
В 2003 году в составе УГМК стала бронзовым призёром Кубка мира ФИБА
В сезоне 2004/05 выступала за самарский клуб ВБМ-СГАУ и стала чемпионкой России.
После 11 сезонов в составе «Хьюстон Кометс» в марте 2008 года подписала контракт с «Сиэтл Шторм», который покинула в феврале 2009 года. В 2016 году была включена в Зал славы баскетбола.
В 2005 году объявила, что является лесбиянкой, став одной из первых женщин, совершивших каминг-аут в женском баскетболе. В 1995-99 гг. была замужем за своим школьным другом, от которого в 1997 году родила сына Джордана Эрика Джексона. В настоящее время живёт вместе с другой бывшей баскетболисткой Алисой Скотт и вместе с ней воспитывает сына.